# إيجينوس
إيجينوس هو بابا الكنيسة الكاثوليكية التاسع وقديس حسب المعتقدات المسيحية، إذ تولى أسقفية روما خلال فترة غير معروفة ربما بدأت عام 136 أو 138 وانتهت عام 140 أو 142. التقليد يذهب إلى أن خلال ولايته البابوية أصدر تشريعًا يحدد مختلف صلاحيات رجال الدين، وبالتالي بدأ تنظيم سلسلة الرتب داخل الكنيسة الكاثوليكية، ومع ذلك يميل بعض النقاد الكاثوليك المعاصرين، إلى التشكيك في هذه النقطة، إذ إنه من المرجع أنه لم يكن هناك صلاحيات مميزة بين الأساقفة (ومنهم البابا الذي كان يعتبر أسقف روما) والكهنة خلال تلك الفترة باستثناء الناحية الشرفية، أي أن القيادة كانت أشبه ما تكون بقيادة جماعية منها إلى قيادة تراتبية.
وفقًا للمصادر الرسمية ممثلة بالتقويم السنوي الصادر عن الفاتيكان فإن إيجينوس كان يونانيًا ولد في أثينا، ويشير المصدر إلى أنه كان فيلسوفًا؛ يقول مؤرخ العصور المبكرة إيريناوس أن إيجينوس جاء إلى روما مبكرًا وانخرط في السلك الكنهوتي واستطاع وراثة كرسي روما، خلال تلك الفترة كانت الطائفة الغنوصية التي كانت تعتبر مهرطقة في أوج قوتها في روما، ويبدو أن البابا قد تأثر بكتابات مرقيان وفالنتينوس أحد كبار الغنوصية في ذلك العصر، فانخرط في صفوف هذه الطائفة، إلا أنه سرعان ما ارتدّ عن اعتقاداته هذه، ومن غير المعروف على وجه الدقة متى انتهت حبريته.
المصادر القديمة، لا تشير إلى أنه مات تحت الاضطهاد، ومن المرجح أن يكون قد دفن في تلة الفاتيكان بالقرب من ضريح القديس بطرس، وقد اعتبر قديسًا ويحتفل بتذكاره في 11 يناير، ونمتلك اليوم ثلاث رسائل منسوبة إليه.